# جاشينتو فيرو
جاشينتو فيرو (بالإيطالية: Giacinto Ferro)‏ هو ممثل إيطالي ، ولد في 22 نوفمبر 1943، بالاتسولو أكريدي، صقلية إيطاليا.